# Andersensåta
Der Andersensåta ist ein großer und 1036 m hoher Berg im Nordosten des Fimbulheimen im ostantarktischen Königin-Maud-Land. Er ragt südlich der Schirmacher-Oase im westlichen Teil der Lingetoppane auf.
Namensgeber des Bergs ist der Norweger Sverre Kristoffer Andersen (1914–1986), ein hochdekorierter Veteran des Zweiten Weltkriegs.